# Рэйнер, Луиза Ингрем

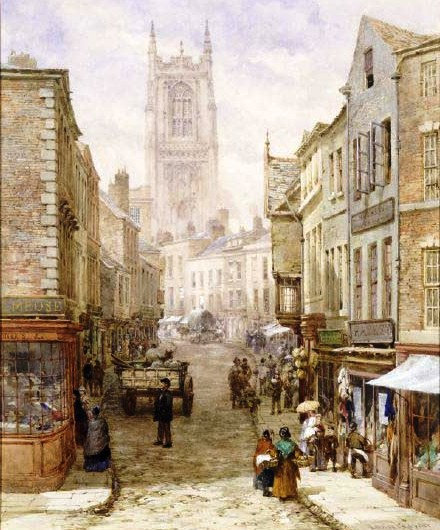
Айронгейт

Луиза Ингрем Рэйнер (англ. Louise Ingram Rayner, 21 июня 1832 — 8 октября 1924) — британская художница-акварелистка.
Луиза родилась в Матлок Бат (Matlock Bath) в Дербишире. Её родители, Самуэль Рэйнер (Samuel Rayner) и Энн Рэйнер (Ann Rayner) оба были известными художниками, Самуэль был допущен к выставке в Королевской академии художеств, когда ему было 15 лет. Четыре сестры Луизы — Энн («Nancy», Нэнси), Маргарет, Роза и Францис — и её брат Ричард также были художниками. Семья жила в Матлок Бате и Дерби до переезда в Лондон в 1842 году.
Луиза училась рисовать с 15 лет под руководством отца и друзей семьи, среди которых был Роберт Дэвидс. Первая её выставленная в 1852 году в Королевской академии художеств работа называлась The Interior of Haddon Chapel; она была нарисована маслом. С 1860-х, однако, Луиза рисует акварелью; она выставлялась с акварельными работами в Обществе леди-художниц (Society of Lady Artists), Королевской академии художеств, Королевском акварельном обществе (Royal Watercolour Society) и Королевском обществе британских художников (Royal Society of British Artists).
Луиза жила в Честере в валлийской марке, но много путешествовала летом 1870-х и 1880-х, рисуя британские сценки. Её рисунки крайне детальны, у них глубокая перспектива; они ныне популярны при создании пазлов. В 1910 году Луиза переехала к сестре в Танбридж Уэллс, далее — в Ст-Леонардс-он-Си, где умерла в 1924 году.
Работы Луизы хранятся в Борнмуте, Музее и художественной галерее Дерби, и других музеях.